# 夏目かな
夏目 かな（なつめ かな、2000年1月21日 - ）は、日本の女優。大阪府出身。

## 経歴・人物
2016年-2017年、女子高生ミスコングランプリ高校は大阪府立豊中高校
2018年、大学進学のために上京。演技未経験ながら、研音のオーディションを受験し同年5月より所属。所属2ヶ月にして、7月から連続ドラマ2本の出演を果たす。
2019年4月末に研音を退所。
趣味は料理、ドラマ鑑賞、ショッピング。憧れの女優は杉咲花。

## 出演

### テレビドラマ
- グッド・ドクター（2018年7月12日 - 9月13日 、フジテレビ） - 倉本若菜 役
- サバイバル・ウェディング（2018年7月14日 - 9月22日、日本テレビ） - 黒木さやか〈高校時代〉 役
- 部活、好きじゃなきゃダメですか? 第6話（2018年11月27日、日本テレビ）
- 未解決の女 警視庁文書捜査官〜緋色のシグナル〜（2019年4月28日、テレビ朝日）
- 刑事ゼロ スペシャル（2019年9月15日、テレビ朝日） - 黒江ミチル 役

### 映画
- 4月の君、スピカ。（2019年4月5日公開、イオンエンターテイメント、監督：大谷健太郎） - 須藤瑠衣 役[3]